# Centro SESI de Formação em Educação
O Centro SESI de Formação em Educação é uma unidade criada pelo Departamento Nacional do Serviço Social da Indústria (SESI) com o objetivo de oferecer formação continuada, aperfeiçoamento e pós-graduação para professores, gestores, coordenadores pedagógicos e outros profissionais da educação básica, tanto da rede SESI quanto de outras redes de ensino. O centro tem como objetivo institucional contribuir para a melhoria da qualidade da educação básica no Brasil por meio do desenvolvimento de seus profissionais.

## História e Contexto
A criação do Centro Nacional de Formação dos Profissionais de Educação SESI foi motivada pela necessidade de fortalecer a qualidade da educação básica por meio da formação profissional contínuada. O SESI identificou a importância de apoiar o desenvolvimento de competências e habilidades dos profissionais da educação, bem como de oferecer oportunidades de atualização e aprimoramento para docentes e gestores, com o objetivo de promover uma educação de excelência.
O centro foi instituído por meio de Resolução Nº 0072/2022 do Conselho Nacional do SESI, que ressaltou a importância de expandir o impacto da instituição nas comunidades atendidas, além de integrar ações formativas que beneficiam não só os profissionais da própria rede SESI, mas também das redes de ensino públicas de todo o país.

## Localização
A Sede do Centro SESI de Formação está situado no Setor Bancário Norte, em Brasília, Distrito Federal, ocupando os lotes 20, 21, 22 e 23. O centro é registrado no 2º Ofício do Registro de Imóveis do Distrito Federal e funciona como uma filial do Departamento Nacional do SESI.
O Centro também atua em 24 estados por meio dos "Núcleos de Formação e Mentoria". O SESI também apoia a formação docente em São Paulo através da Faculdade SESI de Educação e no Rio Grande do Sul por meio do Instituto SESI de Formação de Professores.

## Objetivos e Ações
O Centro SESI de Formação tem como principais finalidades a oferta de formação continuada e cursos de pós-graduação para os profissionais da educação básica. Seus principais objetivos incluem:
1. Formação de Excelência: Desenvolver ações formativas voltadas para os profissionais da educação básica, sendo uma referência nacional.
2. Matrizes de Referência: Implementar matrizes de formação profissional para gestores, professores, coordenadores pedagógicos e demais profissionais da educação.
3. Desenvolvimento de Competências: Focar no de[3]senvolvimento de competências essenciais para os profissionais da educação.
4. Pós-graduação e Atualização: Oferecer programas de pós-graduação, cursos de extensão e formação continuada em modalidades presencial, híbrida e online, com abrangência nacional e em parceria com os Departamentos Regionais do SESI.
5. Consultoria Educacional: Prestar serviços de consultoria para secretarias de educação e escolas, auxiliando na implementação de metodologias inovadoras e bem-sucedidas de ensino desenvolvidas pelo SESI.
6. Mentoria e Apoio Pedagógico: Coordenar processos de mentoria e oferecer apoio pedagógico em parceria com os Departamentos Regionais, para coordenadores, professores e gestores educacionais.

## Estrutura Organizacional
A gestão do Centro SESI de Formação é responsabilidade do Departamento Nacional do SESI, que atua diretamente na coordenação das atividades pedagógicas e na administração da unidade por meio da Gerência do Centro de Formação em Educação. 

## Iniciativas e Programas[4]
O Centro SESI de Formação em Educação atua com diversos programas, entre os quais se destacam:
- Programa de Especialização Docente (PED Brasil): Inspirado em metodologias da Universidade de Stanford, o PED Brasil visa formar professores de matemática e ciências da natureza com foco em práticas de ensino equitativas e centradas no aluno. Disponível em 12 estados , o programa tem duração de 18 meses e busca preparar os educadores para os desafios contemporâneos da educação básica. Após o término da formação inicial, os Departamentos Regionais do SESI ofertam pós-graduação em seus estados.
- Programa SESI de Gestão Escolar (PSGE): Busca formar gestores escolares para melhorar a qualidade gerencial das instituições de ensino. Estratégia inspirada no modelo da Fundação Chile, visando implementar o "Ciclo de Melhoramento Contínuo da Gestão Escolar" para aprimorar a gestão e focar na aprendizagem dos estudantes.
- English for All: Em parceria com a Embaixada dos Estados Unidos, qualifica professores de língua inglesa em metodologias ativas de aprendizagem e aprimorar suas competências no ensino do inglês como segunda língua.
- Núcleos de Formação Docente e Mentoria: Iniciativa que visa promover a troca de saberes e experiências entre professores e coordenadores pedagógicos, além de apoiar a implementação de metodologias educacionais inovadoras. Tem como objetivo fortalecer a prática pedagógica por meio de formações continuadas e do compartilhamento de boas práticas, funcionando como uma rede de apoio e desenvolvimento profissional. Cada núcleo é formado por coordenadores e professores mentores que são divididos por áreas de conhecimento. Estes mentores têm o papel de orientar seus colegas de acordo com as demandas específicas de cada área, oferecendo suporte contínuo, dicas sobre metodologias ativas, sugestões de materiais didáticos e promovendo um ambiente colaborativo de aprendizagem.[6]
- Pós-graduação Lato Sensu em Políticas e Práticas Educacionais Inclusivas: Curso de pós-graduação lato sensu (especialização) voltado ao desenvolvimento de práticas educacionais inclusivas, com o objetivo de promover um ambiente de aprendizagem acolhedor e inclusivo.
- Formação para Nova Educação de Jovens e Adultos – Nova EJA: Alia ensino flexível e qualificação profissional, reconhecendo saberes prévios e adaptando a aprendizagem às vivências dos estudantes. A formação prepara docentes para promover trajetórias educacionais inclusivas.